# Унгнад фон Вейсенвольф, Давид II
Граф Давид II Унгнад фон Вейсенвольф (нем. David II Ungnad von Weissenwolff; 1604, Зоннек-им-Яунталь (Зиттерсдорф) — 6 марта 1672, Линц), барон цу Зоннек и цу Энсек — австрийский государственный деятель.

## Биография
Сын Андреаса Унгнада фон Вейсенвольфа (1579—1643), барона цу Зоннек, и Маргариты Прагер, баронессы фон Виндхааг цу Энгельштейн (1585—1669).
Получил образование в рыцарской академии в Касселе. В 1632/1633 вместе с женой перешел в католицизм, что позволило ему восстановить положение дома Унгнад фон Вейсенвольф, подорванное конфискацией семейных владений, и сделать карьеру при венском дворе.
В 1633 году стал камергером императора Фердинанда II. 1 марта 1640 назначен советником казначейства, 31 декабря 1642 стал камергером императора Фердинанда III. 1 сентября 1644 назначен вице-президентом казначейства, а 1 августа 1648, в последний год Тридцатилетней войны, стал его президентом, получив в наследство от предшественника, Ульриха Игнаца фон Коловрата, пустую государственную казну.
В 1644 году стал наследником угасшего рода графов фон Меггау. 1646 году пожалован в достоинство имперского графа.
7 июля 1653 включен в состав Тайного совета. В 1656 году отставлен от должностей президента казначейства и тайного советника, и 13 октября назначен губернатором Австрии выше Энса (Landeshauptmann von Österreich ob der Enns). Вступил в должность 9 ноября.
С 1662 по 1669 год был посланником кайзера Леопольда I на постоянном Регенсбургском рейхстаге, а в 1668 году, после смерти Гундобальда фон Туна, архиепископа Зальцбургского, стал главой императорской дипломатической миссии («Principalcommissarius»). В 1669 ушел в отставку по состоянию здоровья и, возможно, из-за кабинетных интриг, в связи с падением первого министра Ауэршперга и переходом влияния к группировке Лобковицев.
В 1671 году пожалован Карлом II в рыцари ордена Золотого руна.
Умер в марте 1672 в Линце, погребен в церкви Святой Троицы, в 1680 году останки перенесены в новую усыпальницу иезуитской церкви в Линце.

## Семья
Жена (01.1632): графиня Мария Элизабет Йоргер фон Толлет (ум. 24.04.1674), дочь Хельмгарда IX, графа Йоргер фон Толлет, и Марии Магдалены фон Польхейм
Дети:
- Мария Маргарита Унгнад фон Вейсенвольф (1633—1661)
- граф Хельмгард Кристоф Унгнад фон Вейсенвольф (2.01.1634—20.02.1702), имперский государственный советник, губернатор Верхней Австрии. Жена 1) (1656): графиня Мария Сусанна фон Альтманн (1636—1661), дочь графа Михаэля Адольфа фон Альтмана и Марии Евы фон Штернберг; 2) (24.06.1665): принцесса Франциска Бенигна фон Порция (1645—1690), дочь князя Иоганна Фердинанда фон Порчии и Беатрикс Бенигны фон Ржичан; 3) (25.02.1691): графиня Мария Элизабет фон Ленгхеймб (1666—1719), дочь барона Ханса Андреаса фон Ленгхеймба и Марии Анны Хелены Машвандер